# Agnė Bilotaitė
Agnė Bilotaitė, née le 29 janvier 1982 à Klaipėda (République socialiste soviétique de Lituanie), est une femme politique lituanienne de l'Union de la patrie - Chrétiens-démocrates lituaniens.
Elle est ministre de l'Intérieur dans le gouvernement Šimonytė de 2020 à 2024.

## Éducation
Née en janvier 1982 à Klaipėda, Agnė Bilotaitė obtient un bachelor en science politique de l'université de Klaipėda (en) en 2006 puis un master en droit de l'université Mykolas-Romeris en 2012. Elle passe une année d'échange scolaire à l'université de la Bundeswehr à Munich.

## Carrière politique
Elle est élue au Seimas (le Parlement lituanien) lors des élections législatives de 2008 et est réélue tous les quatre ans depuis.
En 2019, elle se présente à la mairie de Klaipėda mais n'obtient que la 3e place des élections.

### Ministre de l'Intérieur
Le 7 décembre 2020, elle est nommée ministre de l'Intérieur de Lituanie par Ingrida Šimonytė. Une de ses premières annonces est une prime octroyée aux fonctionnaires de l'État touchés par la pandémie de covid-19.
À l'été 2021, dans un contexte de flux migratoire inédit (environ 1700 arrivées entre janvier et juillet 2021, contre moins d'une centaine par an habituellement), le gouvernement lituanien adopte des mesures visant à réprimer plus sévèrement l’immigration. Vilnius accuse son voisin biélorusse d’utiliser l’arme migratoire, alors que le pays balte accueille des opposants politiques biélorusses.
La nouvelle législation prévoit l'incarcération des migrants arrivés illégalement pour une durée minimum de six mois, restreint la possibilité d’obtenir l’asile en limitant le droit d’appel des demandeurs déboutés et en autorisant les expulsions même si une procédure d’appel est en cours. D’autres droits leur seront également refusés, comme celui de bénéficier de l'aide d'un interprète ou d’obtenir des informations sur la procédure d’asile. Une clôture antimigrants est installée avec un modèle spécial de fils de fer barbelés, en accordéon, couvert de lames similaires à celles d’un rasoir pouvant causer des blessures mortelles.